# 桃源站 (湖南省)
桃源站是黔常铁路的一座车站，位於中华人民共和国湖南省常德市桃源县，於2019年12月26日开通。